# Kennard (Nebraska)
Kennard – wieś w Stanach Zjednoczonych, w stanie Nebraska, w hrabstwie Washington.